# Lamprochromus buchtojarovi
Lamprochromus buchtojarovi är en tvåvingeart som beskrevs av Negrobov och Tshalaja 1988. Lamprochromus buchtojarovi ingår i släktet Lamprochromus och familjen styltflugor. Inga underarter finns listade i Catalogue of Life.